# Tachysphex erythropus
Tachysphex erythropus é uma espécie de insetos himenópteros, mais especificamente de vespas pertencente à família Crabronidae.
A autoridade científica da espécie é Spinola, tendo sido descrita no ano de 1839.
Trata-se de uma espécie presente no território português.